# Penisola di Bassa California
La penisola di Bassa California (in spagnolo península de Baja California,  è una penisola del nord-ovest del Messico, bagnata a ovest dall'Oceano Pacifico, e a est dal golfo di California.
Amministrativamente, la penisola è suddivisa fra gli Stati federati di Bassa California e Bassa California del Sud.

## Descrizione
Si estende su una lunghezza di 1247 km da Mexicali a Cabo San Lucas. La larghezza varia in differenti punti, raggiungendo un minimo di 40 km tra il Pacifico e il golfo interno e un massimo di 320 km. L'area totale della penisola è di 143390 km², paragonabile alla dimensione del Nepal, in Asia. Amministrativamente, comprende gli stati messicani di Bassa California e Bassa California del Sud, separati dal 28º parallelo.
Le regioni settentrionali costituiscono la frontiera tra Messico e Stati Uniti. A nord, la confluenza del fiume Colorado separa lo Stato di Bassa California con Sonora. La penisola è attraversata da pochissimi fiumi.

## Orografia
Le catene peninsulari formano la spina dorsale della penisola. Esse sono batoliti emersi ed erosi dal Giurassico al Cretaceo, parte della stessa catena di batolito originale che ha formato gran parte delle montagne della Sierra Nevada nella California statunitense. Queste catene si formarono inizialmente come subduzione della placca Farallon milioni di anni fa lungo il confine del Nord America.
- La Sierra de Juárez, che è la catena più settentrionale in Messico;
- La Sierra di San Pietro Martire corre a sud della Sierra Juarez e comprende la cima più alta della penisola, il Picacho del Diablo;
- La Sierra de San Borja, corre a sud della Sierra di San Pietro Martire;
- Il complesso vulcanico delle Tre Vergini, nella Bassa California del Sud, vicino al confine con lo stato della Bassa California, che forma la catena meridionale della Sierra de San Borja;
- La Sierra de la Giganta, catena che corre lungo la costa del golfo di California a sud del complesso delle Tre Vergini
- La Sierra la Laguna, che all'estremità meridionale della Bassa California del Sud forma una catena di montagne isolate che raggiungono i 2406 m;
- La Sierra Vizcaino, altra catena isolata che sporge nel Pacifico tra Punta Eugenia e Punta Abreojos.

Le due punte più sporgenti dalla linea di costa del Pacifico della penisola sono la Punta Eugenia, sita a mezza strada sulla costa e Capo San Lazzaro, a un quarto della strada verso nord da Capo San Lucas.
La Baia di Sebastián Vizcaíno, la più ampia baia della Bassa California, si trova lungo la costa del Pacifico a metà strada della penisola. L'ampia isola Cedros si trova tra la baia e il Pacifico, proprio a nord di Punta Eugenia.  Nell'interno, a sud-est della baia vi è il deserto di Vizcaíno, un ampio deserto tra l'omonima sierra verso ovest e la catena della Tre Vergini, che corre lungo il golfo di California a est.
Le più ampie baie lungo la costa del golfo sono la baia de La Paz, dove si trova la città di La Paz, e la baia Concepción. La Bahía de los Ángeles è una piccola baia sita a ovest della faglia di Ballenas, che separa la penisola della Bassa California dalla grande isola Ángel de la Guarda nel golfo di California.

## Galleria d'immagini

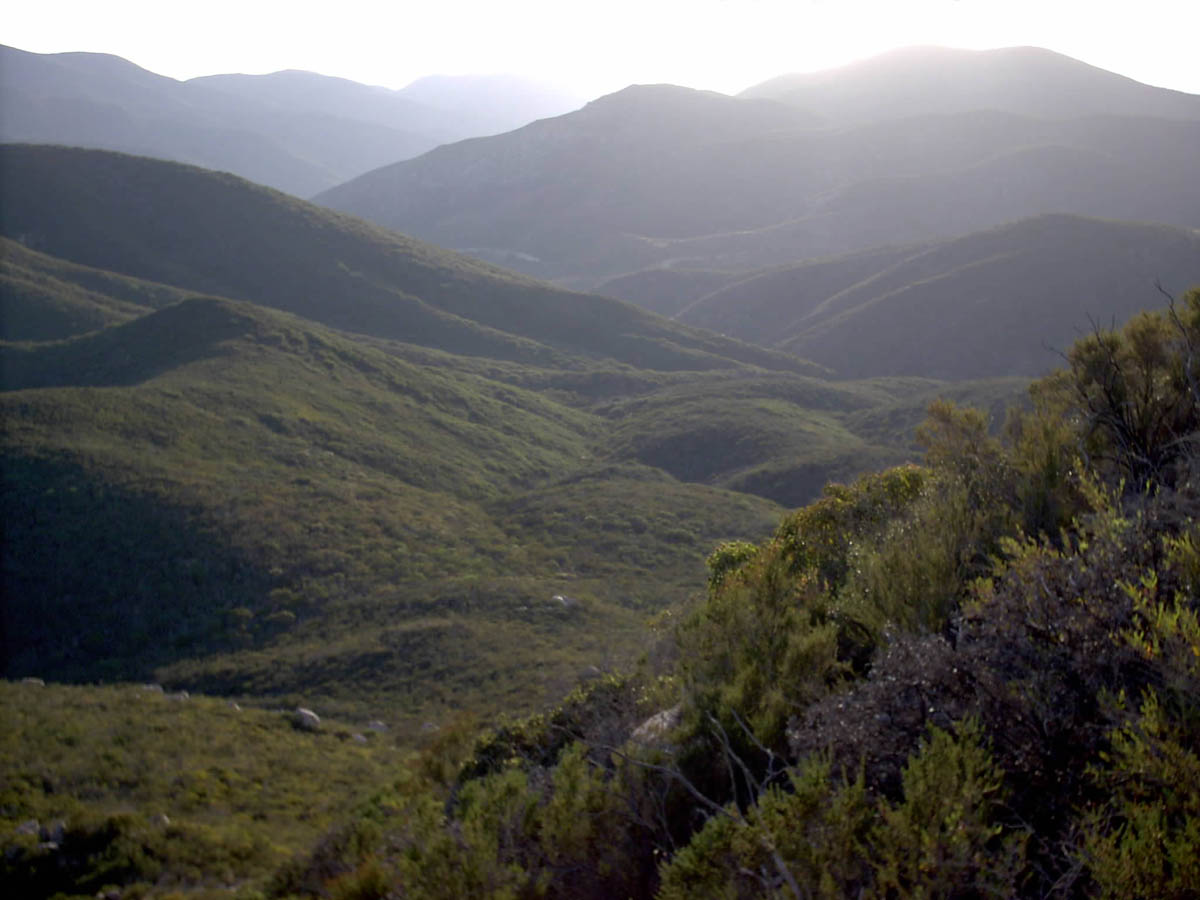
Paesaggio della Bassa California centrale
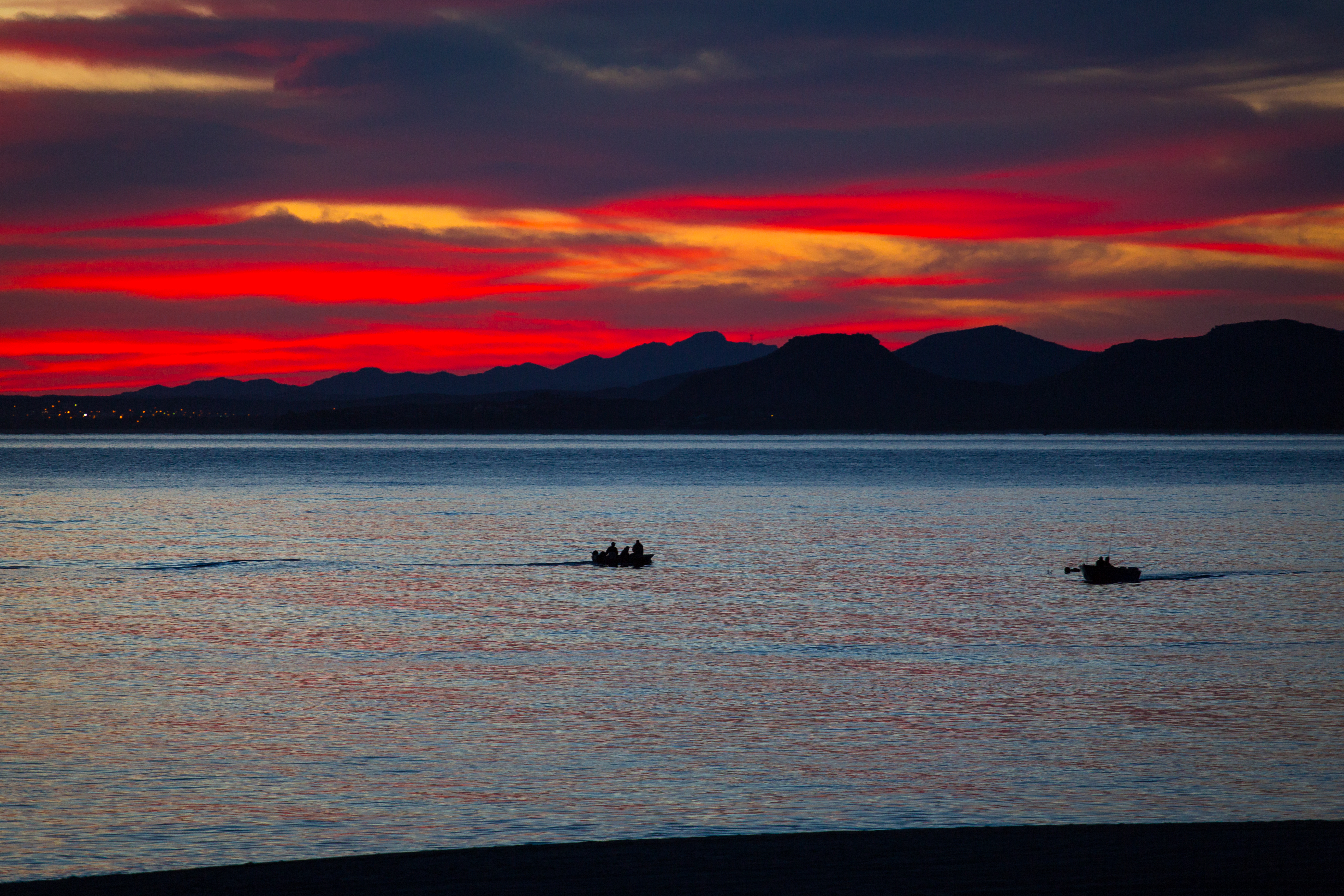
Pescatori nel golfo della California
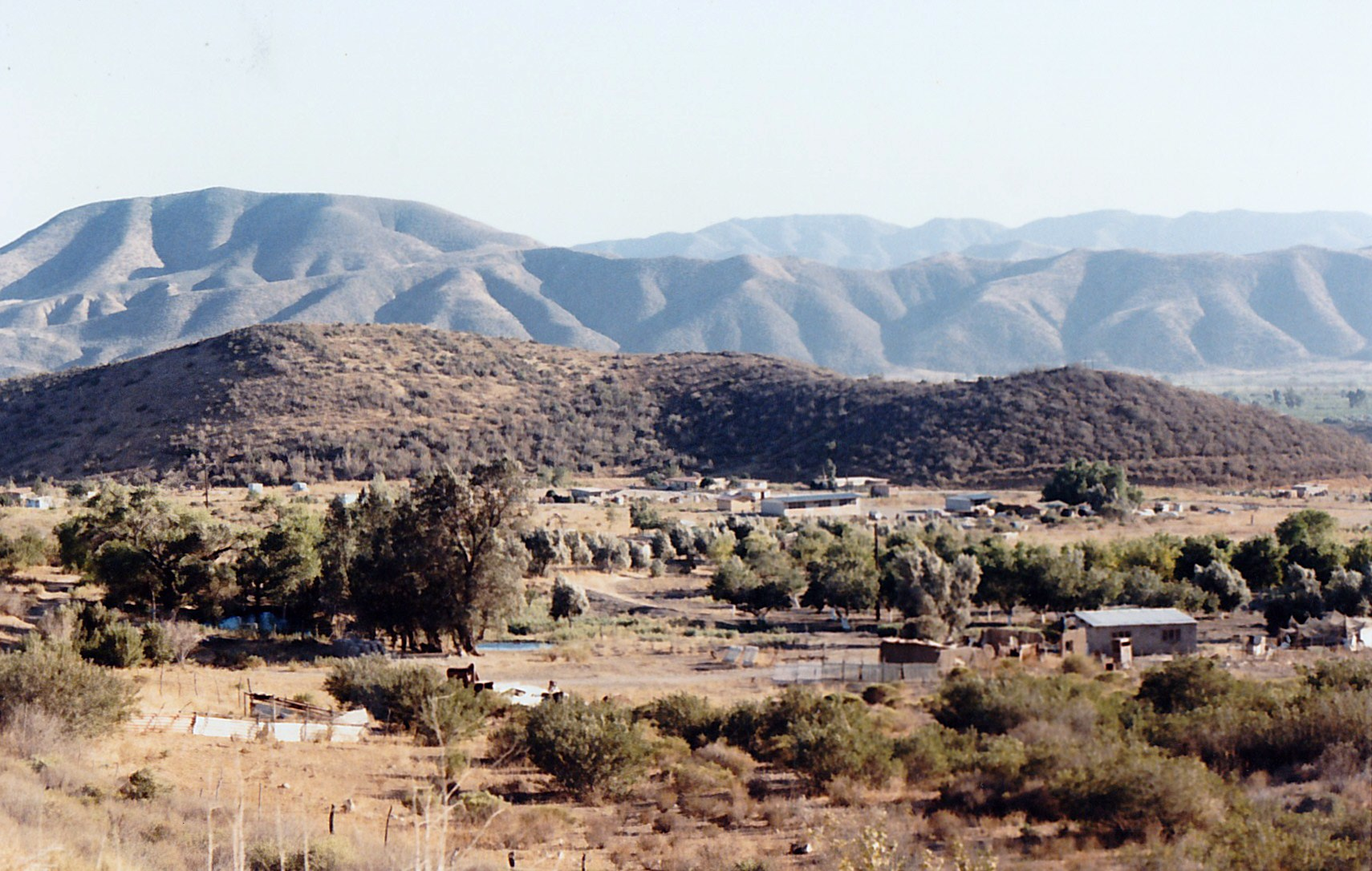
Paesaggio desertico nella Bassa California a nord
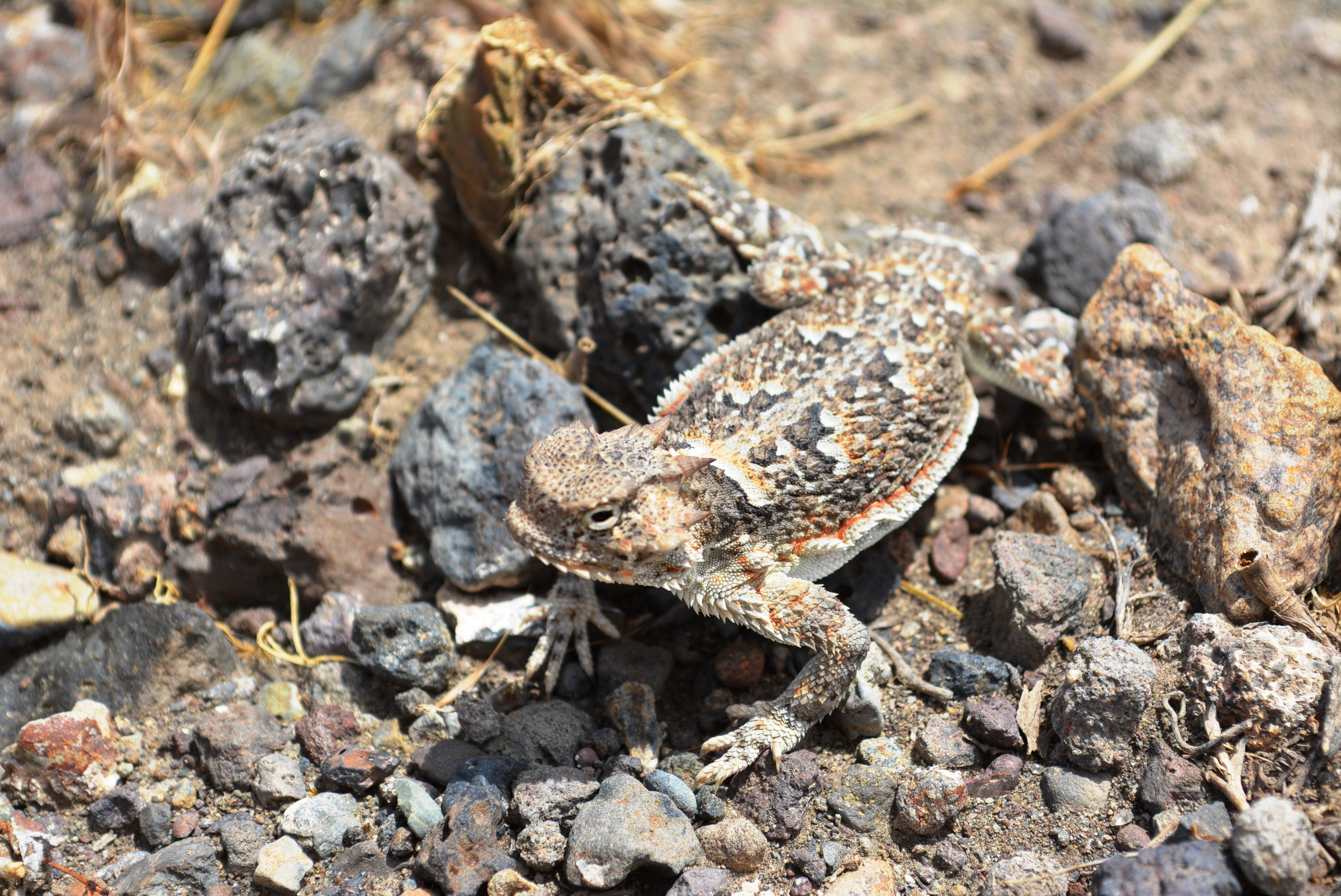
Phrynosoma coronatum nella Bassa California del Sud. Come il citello della Bassa California, si tratta di una specie endemica